# Тильман, Билл
Гарольд Уильям «Билл» Тильман (англ. Harold William «Bill» Tilman; род. 14 февраля 1898 года, Уолласи, Чешир, Англия, Соединённое Королевство Великобритании и Ирландии — пропал без вести в ноябре 1977 года в южной части Атлантического океана на пути к Фолклендам) — британский военный деятель, майор Британской армии, участник Первой и Второй мировых войн, альпинист, путешественник, исследователь, яхтсмен.

## Биография
Гарольд Уильям Тильман родился 14 февраля 1898 года в Уолласи.
28 июля 1915 года по выпуску из Королевской военной академии получил звание второго лейтенанта и зачислен на службу в Королевский полк артиллерии.
3 марта 1917 года награждён Военным крестом: «За заметную доблесть в бою. Несмотря на ранение, он сплотил свой отряд и провёл его сквозь самые тяжёлые условия. Он всегда являл собой прекрасный пример мужества и решимости».
9 января 1918 года был удостоен пряжки к Военному кресту: «За заметную доблесть и преданность долгу. Во время вражеского обстрела позиции его батареи загорелся склад боеприпасов. Он сразу же подоспел к месту и погасил пламя, в процессе чего оказалась серьёзно повреждена его одежда. Данные действия были совершены им под непрерывным и сильным огнём противника, а его доблесть и преданность долгу послужили сильным примером для военнослужащих всех рангов».
20 декабря 1940 года был упомянут в донесениях «в знак признания выдающейся службы на местах в марте-июне 1940 года», а именно в составе Британских экспедиционных сил.
4 октября 1945 года награждён орденом «За выдающиеся заслуги» «в знак признания доблестной и выдающейся службы на местах», а именно во время специальных операций на Средиземноморском театре военных действий.
14 февраля 1948 года вышел в отставку в звании майора как достигший предельного возраста службы.
4 февраля 1952 года назначен на пост британского консула в Мемьо. В том же году награждён Золотой медалью основателей от Королевского географического общества «за изыскательские работы в горах Восточной Африки и Центральной Азии».
1 января 1973 года награждён орденом Британской империи степени командора гражданского дивизиона как «альпинист и яхтсмен».
Личный архив Тильмана хранится в Королевском географическом обществе и Национальных архивах.